# Władysław Mietelski
Władysław Tomasz Mietelski (* 21. Dezember 1906 in Passaic, New Jersey; † 1991 in Cook County, Illinois) war ein polnischer Skispringer.

## Werdegang
Mietelski war 1926 Mitbegründer des Skisportvereins TS Wisła Zakopane. Als Ersatzmann war er Mitglied des polnischen Skisprungkaders bei den Olympischen Winterspielen 1928 in St. Moritz, kam aber nicht zum Einsatz. Bei den Nordischen Skiweltmeisterschaften 1929 in Zakopane belegte er den 23. Platz von der Wielka Krokiew. Das Springen fungierte gleichzeitig als Wettkampf um die polnischen Meisterschaften, sodass Mietelski als drittbester Pole Bronze gewann. Beim 5 × 10-km-Staffellauf um die polnischen Meisterschaften 1931 gewann er die Silbermedaille. Mietelski, der in den Vereinigten Staaten geboren wurde, war Private in der US Army.